# 廖世魁
廖世魁（1499年—？），字師文，福建福州府懷安縣人，匠籍，明朝政治人物。

## 生平
嘉靖十年（1531年）辛卯科福建鄉試第三十二名舉人，十四年（1535年）中式乙未科會試第一百十九名，三甲第一百六十五名進士。十六年（1537年）授江西泰和縣知縣，二十一年（1542年）調浙江遂安縣知縣，轉南京戶部主事，出為廣東瓊州府知府。

## 家族
曾祖廖法；祖父廖華；父廖肅，母葉氏。重庆下。